# Am Überlauf
Am Überlauf är ett bergspass i Antarktis. Det ligger i Östantarktis. Norge gör anspråk på området. Am Überlauf ligger 1 552 meter över havet.
Terrängen runt Am Überlauf är kuperad åt sydväst, men åt nordost är den platt. Trakten är obefolkad. Det finns inga samhällen i närheten. 